# Maxwell-Körper

Maxwell-Körper

Als Maxwell-Körper wird in der rheologischen Modellierung die Reihenschaltung einer (linearen) Hookeschen Feder und eines Dämpfers bezeichnet.
Die Modelleigenschaften dieser Elemente sind:
- das Hookesche Gesetz {\displaystyle \sigma =E\cdot \varepsilon } für die Feder
  - der Elastizitätsmodul {\displaystyle E}
  - die Dehnung {\displaystyle \varepsilon }
- die Geschwindigkeits- oder Ratenabhängigkeit {\displaystyle \sigma =\eta \cdot {\dot {\varepsilon }}} des Dämpfers
  - die Spannung {\displaystyle \sigma }
  - die Viskosität {\displaystyle \eta }.

In Kombination mit der Annahme, dass die Dehnungen von Feder und Dämpfer zur Gesamtdehnung {\displaystyle \varepsilon =\varepsilon _{F}+\varepsilon _{D}} zu addieren sind, ebenso ihre Raten zur Gesamtdehnungsrate {\displaystyle {\dot {\varepsilon }}={\dot {\varepsilon }}_{F}+{\dot {\varepsilon }}_{D}}, ergibt sich die beschreibende Differentialgleichung
{\displaystyle \Rightarrow {\dot {\varepsilon }}={\frac {{\dot {\sigma }}(t)}{E}}+{\frac {\sigma (t)}{\eta }}}.
Die Eigenschaften dieses Systems lassen sich am besten diskutieren, wenn man seine Reaktionen auf ein Kriech- bzw. Retardationsexperiment sowie ein Relaxationsexperiment betrachtet.

## Kriechexperiment
Ein  Kriech- oder Retardationsexperiment bedeutet die Beaufschlagung des Systems mit einem Spannungssprung {\displaystyle \sigma (t)=\sigma _{0}\,H(t)}, wobei wir mit {\displaystyle H(t)} die Heaviside-Funktion bezeichnen, also einen Sprung von Null auf Eins zur Zeit {\displaystyle t=t_{0}=0}.
Aus der beschreibenden Differentialgleichung erhält man durch Integration nach der Zeit {\displaystyle t} für die Dehnungsantwort dieses Körpers unter einem Spannungssprung auf {\displaystyle \sigma _{0}}:
{\displaystyle {\begin{aligned}\varepsilon (t)=\int \limits _{0}^{t}{\dot {\varepsilon }}{\rm {d}}t&={\frac {\sigma _{0}}{E}}+\int \limits _{0}^{t}{\frac {\sigma }{\eta }}{\rm {d}}t\\&={\frac {\sigma _{0}}{E}}+{\frac {\sigma _{0}}{\eta }}\,t\end{aligned}}}
Dies zeigt das bekannte Verhalten einer konstanten Antwort {\displaystyle {\frac {\sigma _{0}}{E}}} aufgrund des Spannungssprungs am Federelement, aber auch eine (lineare) Zeitabhängigkeit. Gerade dies beschreibt das unbegrenzte "Weiter-Dehnen" ("Kriechen") dieses Systems bei der hier angelegten (konstanten) Spannung {\displaystyle \sigma _{0}}.

## Relaxationsexperiment

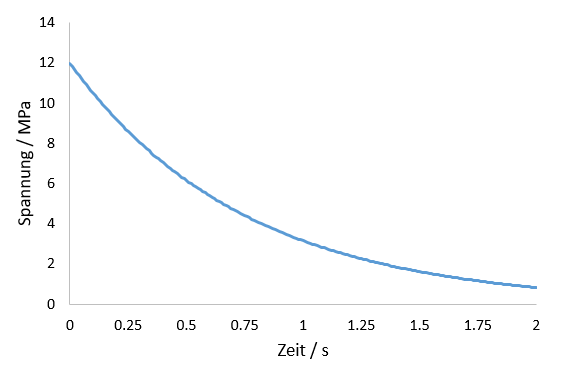
Typische Spannungsrelaxation

Das Relaxationsexperiment zeigt die Antwort des Systems auf einen Dehnungssprung {\displaystyle \varepsilon (t)=\varepsilon _{0}\,H(t)}.
Hierbei sehen wir aus der obigen, beschreibenden Differentialgleichung, dass nur die homogene DGL gelöst werden muss:
{\displaystyle {\begin{aligned}{\dot {\varepsilon }}(t)&=0\\\Leftrightarrow {\frac {{\dot {\sigma }}(t)}{E}}+{\frac {\sigma (t)}{\eta }}&=0\\\Leftrightarrow \tau ^{\star }{\dot {\sigma }}(t)+\sigma (t)&=0\end{aligned}}}
mit der typischen Relaxationszeit {\displaystyle \tau ^{\star }={\frac {\eta }{E}}}.
Die Lösung dieser DGL ist eine e-Funktion der Form {\displaystyle \sigma (t)=c\,e^{-t/\tau ^{\star }}},
wobei sich die Integrationskonstante c aus der Anfangsbedingung {\displaystyle \sigma (t=0)=E\,\varepsilon _{0}} ergibt.
Damit ist die Lösung:
{\displaystyle \sigma (t)=E\,\varepsilon _{0}\,e^{-t/\tau ^{\star }}}.
Der Dehnungssprung {\displaystyle \varepsilon _{0}} an {\displaystyle t=0} bewirkt also einen Spannungssprung {\displaystyle \sigma (t=0)=E\varepsilon _{0}}.
Dann zieht sich die Feder zusammen, und die Dehnung geht in den Dämpfer über. Damit entspannt sich das System bei vorgegebener Gesamtdehnung immer weiter. Dies nennt man "Relaxation."
Für exemplarische Kennwerte {\displaystyle E=4} MPa, {\displaystyle \eta =3} MPa·s ist oben der Relaxationsverlauf zu sehen. Die Relaxationszeit ist damit {\displaystyle \tau ^{\star }=0{,}75\,\mathrm {s} }.